# Achaimenes
Achaimenes (fornpersiska Haxāmaniš [hæxɔːmæˈnɪʃ], grekiska Ἀχαιμένης, latiniserat Achæmenes) var enligt traditionen akemenidernas anfader. Hans namn betyder "vänligt sinnad". Enligt den grekiske historieskrivaren Herodotos var Achaimenes en mytologisk person, som ska ha varit son till hjälten Perseus. Om han var en historisk person, ska han ha varit det persiska stamfolkets ledare cirka 705–675 f.Kr.
Achaimenes ska omkring 701 f.Kr. ha anfört persernas stora vandring från området söder om Urmiasjön genom medernas och elamiternas områden, som slutligen stannade i området vid det senare Persepolis. Achaimenes efterträddes av sin son Teispes.